# Fête du pois chiche
La fête du pois chiche est un événement festif organisé en divers lieux. 
- À Montaren cette fête existe depuis 2008 et réuni pendant trois jours un nombreux public. Chaque année, ce village du Gard, célèbre le pois chiche au mois de mai. Un totem et un culte ont été inventés spécialement pour la fête. En s’inspirant de pratiques païennes et chrétiennes, cette manifestation mêle humour bravache et rituel communautaire.
- À Rougiers, au Nord de  la Sainte Baume, la fête du pois chiche est organisée en septembre.

## Origine
Selon les archives locales, le pois chiche était cultivé dans le Gard, surtout au début du XXe siècle. À Montaren, (Monte Arena le monde de sable) le nouveau blé, ou pois chiche se cultivait déjà très bien. On l’exportait même à Paris. À l’instar des graines qui poussaient si aisément sur la commune. On mangeait traditionnellement dans cette région des pois chiches le jour de la fête chrétienne des Rameaux. Les fondateurs se sont inspirés de l’histoire du village et de bribes de légendes. Les organisateurs réunis au sein du KPCM, le « Kollectif du Pois chiche masqué » ont inventé des mythes et  des rites, sur le mode humoristique.
« Les spectacles et chansons sont farfelus, parfois paillards, voire scatologiques. On vante les mérites des gaz provoqués par l’ingestion de pois chiches. Mais derrière cette plaisanterie organisée se cache une réelle pratique communautaire. Un syncrétisme carnavalesque, mythique et imprégné de religieux. Ainsi, à la tombée de la nuit, l’heure est venue du « Poichivari », qui tient son nom du charivari, une sorte de rite proche du carnaval ».

## Description
« Vous le sentez ? Ça monte en vous comme un frisson qui vous fait vibrer… les narines.
La Chichine accumulée va bientôt se déverser sur la Kapitale, telle une vague.
Emplis d’émotions nous vous l’annonçons, les 15 ans du Pois Chiche sont là !
Per Totjorn, il sera notre héros masqué. Vivat !
Il est venu le temps de prendre part à la Fête du Pois Chiche,
Les esprits s’ouvrent, le Pois Chiche gonfle paisiblement dans sa bassine,
bientôt nous allumerons torches et flambeaux et pas seulement sous les gamelles !
De jour, nous nous rechargerons sous le rayonnement du Pois Chiche Solaire.
De nuit, nous nous défoulerons sous le Pois Chiche Lunaire » .
Un défilé est organisé avec un totem en forme de pois chiche. La graine géante mesure au moins un mètre cube, elle est Faite de carton et de papier mâché, elle a un visage humain : regard malicieux, bouche rieuse et nez pointu. Des porteurs et porteuses la promènent dans la rue avec dévotion, suivis de près par le public.

### Citation
« Cette fête est unique en son genre. C’est un hybride entre la fête traditionnelle réinventée, le festival, le rite et le carnavalesque », résume Laurent-Sébastien Fournier, professeur d’anthropologie à l’université Côte d’Azur.

## Reconnaissance
- Environ dix mille visiteurs se retrouvent chaque année pour l’événement, inscrit en 2022 à l’Inventaire national du patrimoine culturel immatériel de l’Unesco[2],[4].
- Evénement ayant reçu le soutien de la Région Occitanie / Pyrénées-Méditerranée[5]

## Autres fêtes du pois chiche
- Fête du pois chiche de Rougiers. Capitale du pois chiche, Rougiers accueille chaque année au deuxième dimanche de septembre cette fête traditionnelle autour de ce produit typique de la région. Défilés, démonstration, marché de producteurs, animations, de nombreuses animations y sont organisées[6],[7]. Cette fête est organisée par la Confrérie du Pois Chiche de Rougiers[8].